# أناتولي سولوفيانينكو
أناتولي بوريسوفيتش سولوفيانينكو (بالأوكرانية: Анатолій Борисович Солов'яненко)‏; (بالروسية: Анатолий Борисович Соловья́ненко)‏) (سبتمبر 25, 1932 – 29 يوليو 1999) كان مغني أوبرا تينور، فاز بجائزة فنان الشعب في الاتحاد السوفيتي (1975)، وفنان الشعب في أوكرانيا، وفائز بجائزة شيفتشينكو الوطنية.
ولد في عائلة من عمال المناجم في دونيتسك وتخرج من جامعة دونيتسك التقنية في 1954. درس الغناء أيضاً مع الكسندر كروبونيشينكو من 1950. بدأ سولوفيانينكو حياته المهنية في دونيتسك، والتي أقيم فيها نصب تذكاري له لتخليد ذكراه. قدم اثني عشر أداء في أوبرا العاصمة في كييف، ومن ثُم تخرج من أكاديمية بترو تشايكوفسكي الوطنية للموسيقى في أوكرانيا (Petro Tchaikovsky National Music Academy of Ukraine) في 1978. أصبح المغني الفردي في الأوبرا الوطنية في أوكرانيا (National Opera of Ukraine) الواقعة في كييف لثلاثين 30 عاماً، وقدم أداء في أكسبو 67 (Expo 67) في مونتريال. في خلال موسم 1977-1978، قدم سولوفيانينكو أداءً فردياً في أوبرا ميتروبوليتان في نيويورك. قدم أداءً فردياً أيضاً في جولة فرقة ألكسندروف العسكرية خلال المملكة المتحدة في 1988، حيث غنى فيها أغنية «كالينكا» وعدة أغاني أخرى. لديه مايقرب من 18 تسجيلاً لعدة ألحان، أغاني رومانسية وعدة أغاني أخرى.

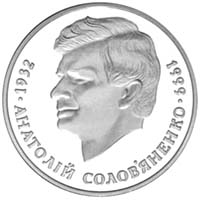
عملة تذكارية طُبعت عن طريق البنك القومي في أوكرانيا

## حياته ومهنته

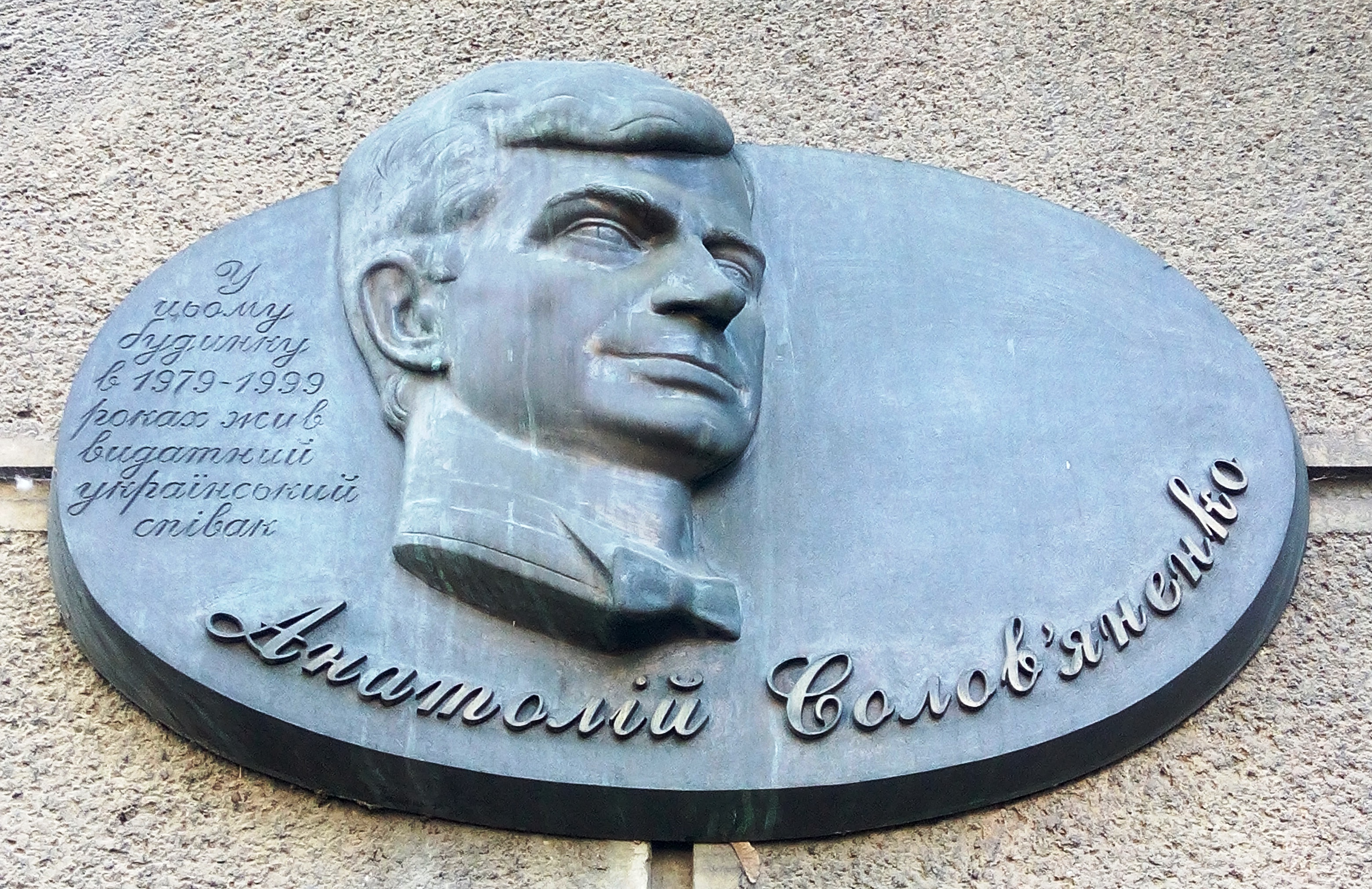
لوحة تذكارية لسولوفيانينكو في كييف

ولد أناتولي سولوفيانينكو في دونيتسك (كانت تدعى ستالينو في ذلك الوقت) في 25 سبتمبر 1932 في عائلة من عمال المناجم. تخرج من جامعة دونيتسك التقنية في عام 1954،  وبعد ذلك قام بالتدريس هناك في قسم الرسومات الهندسية. 
بدأ سولوفيانينكو بأخذ دروس في الغناء في عام 1950 على يد ألكسندر كوروبيتينكو، الفنان المكرم للجمهورية الروسية السوفيتية. نجح سولوفيانينكو في عرض مواهب شعبية عام 1962 فتمت دعوته للغناء في الأوبرا الوطنية في أوكرانيا. ولكن قبل البدء في العمل في دار الأوبرا الوطنية، فاز سولوفيانينكو بمسابقة المطربين الشباب لا سكالا في ميلانو، ودرس هناك لثلاث سنوات (1963-1965). أصبح أول مغني سوفيتي يتلقى دعوة ليغني في أوبرا ميتروبوليتان في نيويورك.  بدءا من 1965 غنى سولوفيانينكو مع الأوبرا الوطنية في أوكرانيا. حصل على مرتبة الفنان المكرم في أوكرانيا في عام 1967، وحصل على رتبة فنان الشعب في الاتحاد السوفيتي في عام 1975.
تخرج من معهد كييف في عام 1978. وكان مغنيا منفردا من دار الأوبرا الوطنية، غنى أناتولي سولوفيانينكو 18 دورا، من بينها: الدوق (ريجوليتو)، ألفريدو (لا ترافياتا)، تينور (قداس الموت)، إدغار (لوسيا دي لامرمور)، رودولفو (لا بوهيم)، كافاروسن (توسكا)، فاوست (فاوست)، لينسكو (يفغيني أونيغن)، المدعي (بوريس غودونوف)، أندريه (الزابورجيتس يعبرون الدانوب) وغيرها الكثير. كان أناتولي سولوفيانينكو متزوجًا ولديه ولدان، أندري وأناتولي.
توفي أناتولي سولوفيانينكو فجأة بنوبة قلبية في 29 تموز 1999. ومن بين مختلف المسؤولين الحكوميين الذين حضروا جنازته وكان الرئيس ليونيد كوتشما،  وبعد عدة أشهر، في ديسمبر 1999، أعيدت تسمية الأوبرا الأكاديمية ومسرح الباليه في دونيتسك عليه من قبل الحكومة الأوكرانية. في عام 2001، تم تركيب تمثال للمغني في ;,.dk (داخل إقليم كييفسكا)، حيث مدفنه.

## الجوائز
- 1967 - الفنان المكرم من أوكرانيا
- 1975 - فنان الشعب في الاتحاد السوفياتي
- 1980 – قام سولوفيانينكو بمنح جائزة لينين المالية التي كسبها إلى لجنة السلام السوفيتية
- 1982 - وسام المجد للتعدين، وسام ترتيب الصداقة بين الشعوب
- 1993 - وسام الشرف من رئيس أوكرانيا
- 1997 - جائزة تاراس شيفشينكو الوطنية

## وصلات خارجية
- أناتولي سولوفيانينكو يغني الأغنية الشعبية الأوكرانية Чому я не сокіл (لماذا لم أكن صقرا)، 1963 على يوتيوب